# Dominik Josef Wölfel
Dominik Josef Wölfel (* 25. Mai 1888 in Wien; † 27. April 1963 ebenda) war ein österreichischer Historiker und Völkerkundler.

## Leben
Wölfel ist ein wichtiger Erforscher der nordafrikanischen Kulturen sowie der Geschichte der Kanarischen Inseln. Er war Dozent für Völkerkunde an der Universität Wien sowie Kustos am Museum für Völkerkunde Wien. Schwerpunkt seiner Forschungstätigkeit war die Erforschung von Primärquellen in den Archiven des Vatikans, Madrids, Simancas’, Lissabons und Paris’. Er gilt als Wiederentdecker der Arbeit „Descrittione et historia del regno de l'isole Canarie“ des Leonardo Torriani, die er mit einer deutschsprachigen Übersetzung 1940 veröffentlichte.  Sein wichtigstes Werk die Monumenta Linguae Canariae (Kanarische Sprachdenkmäler) wurde erst 1965, zwei Jahre nach seinem Tod, herausgebracht.
Wölfel war ein Anhänger des Ständestaates und Sympathisant des Franco-Faschismus, dem er auch ein katholisch-antisemitisches Werk über den Spanischen Bürgerkrieg widmete. Im April 1937 wurde Wölfel Mitglied der Ostmärkischen Sturmscharen. Von seinen Tätigkeiten in Wien war er von 1938 bis 1945 suspendiert, da er mit einer sogenannten „halbjüdischen“ Frau verheiratet war. Dem Nationalsozialismus stand er daher ablehnend kritisch gegenüber. 1939 wurde Wölfel am Museum für Völkerkunde zwangspensioniert. Zusätzlich hatte sich Wölfel in der Wissenschaftsgemeinde Feinde gemacht, da er etwa Gerüchte über die jüdische Abstammung Hugo Bernatziks verbreitete. Wölfel versuchte zudem vergeblich, sein Archivum Canarium vor der Forschungsgemeinschaft Deutsches Ahnenerbe zu verstecken. Aus diesem Grund wurde vermutlich auch von Oswald Menghin und Viktor Christian seine Habilitation verhindert.
Wölfel war in der Zeit des Nationalsozialismus im Widerstand des Museums für Völkerkunde tätig, gemeinsam mit Robert Bleichsteiner. 1945 wurde er vom selben Museum wieder in Dienst gestellt.
Wölfel erhielt für seine großen Verdienste um die Erforschung der Kanarischen Inseln von der Universität La Laguna auf Teneriffa  den Ehrendoktortitel.
Nach ihm wurde die Dominik-Wölfel-Medaille des Institutum Canarium und die Dominik-Wölfel-Gasse in Wien-Floridsdorf (21. Bezirk) benannt.

## Werke
- So ist Spanien: Geheimgeschichte eines Bürgerkrieges, Wien 1937
- Monumenta Linguae Canariae, Wien 1965
- Die Religionen des vorindogermanischen Europa, Wien 1951
- Die Kanarischen Inseln und ihre Urbewohner (Herausgeber), 1940
- Eurafrikanische Wortschichten als Kulturschichten, Salamanca 1955
- Don Juan Tenorio: Romantisches Schauspiel in 5 Akten (7 Bildern). Mit einer Studie über Don Juan in Spanien, deutsche Nachdichtung von Dominik Wölfel, Wien 1947
- A course of practical English in 30 letters, Wien 1946
- 3500 Worte Deutsch–Englisch/Englisch–Deutsch(Taschenwörterbuch), Wien 1946